# Live at Stubb's II
Live Stubb's II é o quinto álbum do cantor de reggae Matisyahu.

## Faixas
1. Kodesh - 11:24
2. Time of Your Song - 04:46
3. Mist Rising - 05:33
4. Darkness Into Light - 06:14
5. Youth - 12:27
6. I Will Be Light - 06:39
7. Two Child One Drop - 11:26
8. Open the Gates - 08:22
9. One Day - 07:07
10. Motivate - 05:28